# Gurania pycnocephala
Gurania pycnocephala är en gurkväxtart som beskrevs av Hermann August Theodor Harms. Gurania pycnocephala ingår i släktet Gurania och familjen gurkväxter. Inga underarter finns listade i Catalogue of Life.